# みきちゅ
みきちゅ（1993年1月26日 - ）は日本のシンガーソングライター。

## 来歴
宮城県仙台市出身。6歳から作曲を始め、16歳から弾き語りをスタート。
2011年、若手バンドの登竜門である「閃光ライオット2011」に“作詞作曲するアイドル”として出場し、注目されたことがきっかけで「みきちゅ」としての活動を始めた。同年8月に自主制作盤『mikichu magic!!』をリリース。
2012年4月には、EMI Music Japan×雑誌zipper主催のオーディション 「Girls on the run」でグランプリを獲得。同年9月22日には1stシングル『恋愛パズル』をリリース。
2013年からはメディアでも取り上げられ始め、『musicる TV』（テレビ朝日系列）の「もし売れ」コーナーでは氣志團の綾小路翔に「この時代に自分でやってる感は心を打つ」と評価された。
4月13日、ヤマモトショウ楽曲提供によるアイドルシンガーソングライターみきちゅ、ふぇのたすミコによる期間限定アイドルユニットM.I.Yが最初で最後のイベントをムトウ楽器店で開催した。当日は限定CD『好きかな好きかも/さよならまでが恋愛です』を販売。
9月25日に2枚目のシングル『I☆SSW』をリリース。
2014年7月15日にクラウドファンディングを成功させリリースした3枚目のシングル『アイドルの秘密』はオリコンデイリー９位を獲得。フリーのアイドルとしては異例のオリコンTOP10入りを果たしたことにより、オリコンから直接みきちゅに連絡があり、アーティストとしての基本情報を自身で書類に記入して提出した。同年ミスiDファイナリストに選出される。
12月21日、As around所属と同時に上京したことを発表。
2015年1月27日にリリースした4枚目のシングル『可愛い屋さん』はオリコンデイリー7位を獲得。
10月21日、ベストアルバム『天才の十字架』を発売し、同月24日に活動休止前最後のライブを行った。
のちに「あのままあの場所で続けていたら、どんどん“誰かに作られた何か”になっちゃう気がして、すっかり自信をなくしてしまいました」と語っている。みきちゅとしてのラストライブを行った翌日、「瑞稀ミキ」への改名を発表。
11月5日にはガールズパフォーマーユニット「エムトピ」を結成し、作詞作曲などの「ミュージック担当」になったことを発表。
2016年1月30日、GOMESSと「littleAct」名義で「さよならポップ」を配信開始、6月にはSEKAI NO OWARI主催のclub EARTHをきっかけに、バンド体制のGOMESS BANDを結成した。
その後、所属事務所の音楽部署終了に伴い再びフリーとなったのち、10月にディアステージ所属となる。同時に「みきちゅ」名義で活動再開することを発表。
2017年3月26日、みきちゅとして初のホールワンマンライブをクラブeXにて開催。4月1日にGOMESS BAND解散。
2018年1月26日、5枚目のシングル『心が死にきってしまう前に』リリース。12月、『musicる TV』（テレビ朝日系列）の音楽作家発掘新企画「トップライナーをさがせ！」のWEB選考通過が発表された。
2019年、舞台「降臨Herats&Soul」にて初の音楽監督を務め、6月にはアリスインプロジェクト旗揚げ10周年と、みきちゅの活動10周年を記念して製作されたセレクトアルバム『きえないメロディ』を発売。同月、前年から参加中であった『musicる TV』（テレビ朝日系列）の音楽作家発掘新企画「トップライナーをさがせ！」にて、バーチャルYouTuber「響木アオ」への楽曲制作をし、最終選考通過者6人の中から採用を勝ち取った。7月に行われた周年記念2マンライブにて、今後は作家としての活動も行うことを発表した。理由は“元アイドルで作家として成功したら超かっこいいんじゃないか！”というものから。
2020年1月31日、株式会社ディアステージから独立することを発表。2月に初のオリジナルアルバム『ポメラニアン』を発売。9月にEP『みーんな国宝だよ』を発売。
2023年5月、コロナ禍をきっかけにはじめた別名義でYoutube登録者10万人を達成、銀の盾を手にしたことがきっかけで「努力は必ず報われるわけじゃないけど、続けた人にだけ見える景色がある」と確信し、『みきちゅ、再演。 〜フローズンストロベリー〜』の開催が発表された。

## 人物

### 趣味
シュノーケル、銭湯巡り、水族館にいくこと。

### 特技
知らないおじいおばあと仲良くなれること、即興で面白い曲が作れること。

### エピソード
両利きである。
アイドルオタクを公言しており、なかでも「廣田あいかちゃんを超える女の子に出会った事がないんです」と語っている。2023年4月、「ぁぃぁぃがハタチになったらお酒をご馳走したい」という夢を達成する。
セルフプロデュースとして音楽系動画クリエイター「モフモフモー」としても活動している

## 作品

### シングル
| #    | リリース日    | タイトル                 | レーベル          | 規格品番            | 順位 | 備考          |
| ---- | ------------- | ------------------------ | ----------------- | ------------------- | ---- | ------------- |
| DEMO | 2012年8月2日  | mikichu magic!!          | MIKICHU RECORDS   | -                   | -    | 絶版          |
| 1st  | 2012年9月22日 | 恋愛パズル               | MIKICHU RECORDS   | MKC-0001            | -    | -             |
| 2nd  | 2013年9月25日 | I☆SSW                    | MIKICHU RECORDS   | MKC-0002            | -    | -             |
| 3rd  | 2014年7月15日 | アイドルの秘密           | MIKICHU RECORDS   | MKC-0003            | 59位 | -             |
| 4th  | 2015年1月27日 | 可愛い屋さん             | As-sound          | AsCD-0001 AsCD-0002 | 43位 | type-A type-B |
| 5th  | 2018年2月3日  | 心が死にきってしまう前に | DearStage RECORDS | MJDS-1075           | -    | -             |

### アルバム
| #          | リリース日     | タイトル         | レーベル              | 規格品番 | 順位 | 備考 |
| ---------- | -------------- | ---------------- | --------------------- | -------- | ---- | ---- |
| ライブ盤   | 2013年7月14日  | 夢の舞台ズ       | MIKICHU RECORDS       | -        | -    | 絶版 |
| ライブ盤   | 2014年1月26日  | 夢の舞台ズⅡ      | MIKICHU RECORDS       | -        | -    | 絶版 |
| ベスト     | 2015年10月24日 | 天使の十字架     | Shining Music Records | -        | -    |      |
| オリジナル | 2020年2月11日  | ポメラニアン     | MIKICHU RECORDS       | MKC-0004 |      |      |
| オリジナル | 2020年9月26日  | みーんな国宝だよ | MIKICHU RECORDS       | MKC-0005 |      |      |

### 提供作品
アニメソング・ゲーム関連
- Opus.COLORs
  - Close-Up（共作曲）

- 新テニスの王子様
  - 手塚国光「我が夢の代償」（作詞）
- 新テニスの王子様 RisingBeat
  - 跡部景吾&越知月光「Satisfaction」（作詞）

- Tokyo 7th シスターズ
  - 「Magic hour」（作詞）
  - 「ミライノート」（作詞）

- わさんぼん～和菓子屋珍道記～
  - 「花待草」（共作詞・作曲・編曲）
  - 「君色サプライズ」（共作詞・作曲・編曲）

- デジモンアドベンチャー02 ベストパートナー「絆」② 一乗寺 賢&ワームモン
  - 「フォーエバーアドレセンス」（作詞）
- Identity V 第五人格
  - 「6 the party」（作詞）
  - 「Ding Dong Hunting」（作詞）

アーティスト
- 日曜日のアプレミディ
  - 「ゆめいろリアリティ」（作詞・作曲・共編曲）

- 白水桜太郎（閃光プラネタゲート）
  - 「Rain or Shine」（作曲・編曲）

- 穂村ゆうか（ENGAG.ING）
  - 「プリン味の初恋」（作詞・作曲）
- 愛野えり(STAR☆ANIS)
  - 「ラブラド:::レッセンス」（愛野えりと共作詞）

- 響木アオ
  - 「ユメスクリーム」（作詞・作曲）

- 祭nine.
  - 「HADAKAN BOYS」（作曲）

- LAVILITH
  - 「ペイルライダー」(作詞)

- 桜野羽咲(ARCANA PROJECT)
  - 「ダイヤモンドリリー」（作詞・作曲）

- ディア☆
  - 「ハローワールドエンド」（作曲・編曲(menikichiと共作)）

- いぎなり東北産
  - 「宇宙に行こう!」（作詞・作曲）

- GOMESS
  - 「散る春 (feat. 安次嶺希和子)」（共編曲）

- コロムビアキッズ
  - 「パンダのきょうだい」（共作曲・編曲）
- 私立恵比寿中学
  - 「いろはにODORYANSE」（作詞）

舞台関連
- 舞台「あいつが上手で下手が僕で」
  - 「Next Stage -湘南劇場おーるすたーず-」（作詞）
  - 「Spark‼ -らふちゅーぶ-」（作詞）
  - 「磁石な僕ら -アマゲン-」（作詞）
- 舞台「あいつが上手で下手が僕で」シーズン2
  - 「Battle Cry -無人島☆おーるすたーず-」（作詞）
  - 「オンリーユー！ -エクソダス-」（作詞）
  - 「ワルツを超えて -ラストワルツ-」（作詞）
  - 「ベクトル。 -ノノクラゲ-」（作詞）
  - 「bememe+81 –ねあんでる-」（作詞）*舞台「悪魔inデッドリースクール」
  - 主題歌「cling」（作詞・作曲）
- 舞台「あいつが上手で下手が僕で」-決戦前夜篇-
  - 「星屑ヒーロー -SHIRASぼーいず-」（作詞）
  - 「ふたりの絆 -アマゲン-」（作詞）
  - 「バランス。 -ノノクラゲ-」（作詞）
  - 「結果Thatʼs all right!! -ねあんでる-」（作詞）
- 舞台「あいつが上手で下手が僕で」-人生芸夢篇-
  - 「夢限サバイバー -JINSEIぷれいやーず-」（作詞）
  - 「ギミラミ　-エクソダス-」（作詞）
  - 「Big Bang！ -ラストワルツ-」（作詞）
  - 「大優勝不可避 -ロングリード-」（作詞）

- 舞台「降臨Hearts&Soul」
  - 主題歌「Clock Tower」（作詞・作曲）
  - 挿入歌「LIFE」（作詞・作曲）

その他
- 亀田製菓「ハッピーターン」
  - 千鳥「ハッピーターン 粉うま」TVCM（編曲）

- てきと〜な鉄道点
  - 場内BGM（音源制作）

- 明治「ガルボ」×Tik Tok
  - 「#キニナルガルボチャレンジ」（作曲・編曲ディレクション等）

- 日本コカ・コーラ「からだすこやか茶W」×TIkTok
  - 「#すこやかチャレンジ」（音源制作）

- モッピー
  - 「#モッピーダンスチャレンジ」（共作詞・歌唱）

- コロムビアキッズ
  - 「パンダのきょうだい」（共作曲・編曲）

- Spotify
  - 「空の上での恋篇」（作曲、編曲、歌唱）
  - 「でんぱ君篇」（共作曲、編曲、歌唱）
- ZOZOTOWN
  - 「ZOZOMAT for Kids」TVCM、WebCM（楽曲制作）

### 参加作品

#### アーティスト
- 虹のコンキスタドール
  - 「さくら色シャワー」（ヴォーカルディレクション）
  - 「世界の中心で虹を叫んだサマー」（ヴォーカルディレクション）
  - 「美味いものファンクラブ」（ヴォーカルディレクション）
  - 「ココロPRISM」（ヴォーカルディレクション）
  - 「ジャスナウ！」（ヴォーカルディレクション）
  - 「君色ラテアート」（ヴォーカルディレクション）
  - 「雨上がり、虹はかかる」（ヴォーカルディレクション）
  - 「夢の輪郭」（ヴォーカルディレクション）
  - 「BE MYSELF」（ヴォーカルディレクション）
  - 「夕暮れグラデーション」（ヴォーカルディレクション）
  - 「僕はキミだけのおばけちゃん♡」（ヴォーカルディレクション）
  - 「勝手に最高！ディスティニー」（ヴォーカルディレクション）

- マジカル・パンチライン
  - 「カルミア」（コーラス）

- ENGAG.ING
  - ENGAG.ING 4th ONE-MAN LIVE 『Rendez-vous ♡ in Lumpling BOX』(SE、BGMを担当)[22]
- でんぱ組.inc
  - 「なんと！世界公認 引きこもり！」（コーラス）

- 超ときめき♡宣伝部
  - 「KAWAII FESTIVAL」公式動画（コーラス）

#### アニメソング
- テレビアニメ『プリパラ』3rdシーズン エンディングテーマ「プリパラ☆ダンシング!!!」
  - 「プリパラ☆ダンシング!!!」（コーラス）
  - 「プリパラ☆ダンシング!!! TVサイズ」（コーラス）
  - 「プリパラ☆ダンシング!!! マイク連動ver」（コーラス）
- KING OF PRISM『KING OF PRISM Music Ready Sparking!』
  - 桃色MAXジャンプ！/西園寺レオ (cv：永塚拓馬) （コーラス）
- 『うちタマ?! 〜うちのタマ知りませんか?〜』
  - 9話目ED「Play with me…?」 桶谷コマ/黒沢ともよ（コーラス）

#### 舞台関連
- アリスインプロジェクト×みきちゅ・コラボレーション
  - 「きえないメロディ」〜10周年セレクトアルバム～（全曲のサウンドプロデュースとディレクション、歌唱を担当）
    - 1 －楽園－ 世界のはじまりはいつも君と／舞台「アリスインデッドリースクール･楽園」（歌：みきちゅ）
    - 2 名探偵誕生！／舞台「名探偵はじめました！」（歌：みきちゅ･珠根うた(GEMS COMPANY)･水科葵(GEMS COMPANY)）
    - 3 Clock Tower／舞台「降臨Hearts&Soul」（歌：みきちゅ･珠根うた(GEMS COMPANY)･水科葵(GEMS COMPANY)）
    - 4 ガダルカナル／舞台「ヨルハ」（歌：みきちゅ･愛野えり）
    - 5 cling ／舞台「悪魔inデッドリースクール」（歌：みきちゅ）
    - 6 Flag on the Clock ／舞台「降臨Hearts」（歌：みきちゅ）
    - 7 ポーズボタン／舞台「アリスインデッドリースクール」（歌：みきちゅ･珠根うた(GEMS COMPANY)･水科葵(GEMS COMPANY)）
- 降臨Hearts&Soul （音楽監督、歌唱担当）

#### その他
- データカードダス アイカツプラネット！
  - 「NeverNever」（コーラス）

- 仙台ご当地ヒーロー“破牙神ライザー龍”『破牙神ライザー龍 MUSIC COLLECTION』
  - 「僕らのマーチ」（歌唱）
- ローソン
  - からあげクン音頭 2016（歌唱）
- 短編映画『Monologue』
  - 劇伴（GOMESS BAND名義）
- ニューギングループ『PA ミルキーバー』
  - 「In one’s youth」（歌唱）
- THE グローバル不動産 CM
  - ミランダ・カー「ウォーキング編」「リズム編」「g-pop編」「メイキング」（歌唱）
- 「仙台弁こけし」（宮城のご当地キャラクター）と音楽ユニット結成＆曲を配信（2021年2月26日配信リリース開始）
  - 「ジャスが好きだっちゃ」（共作詞、作曲、歌唱）（制作協力・大久保博）[23]
  - 「仙台七夕あるあるソング」（共作詞、作曲、編曲、歌唱）[24]
  - 「IMONI 〜芋煮は我らの誇り〜」（共作詞、作曲、編曲：みきちゅ／湯原聡史）[25]
- コロムビアキッズ
  - みらくる☆エブリデー（コーラス）

## 主な出演

### テレビ番組
- アイドルお宝くじ（2015年4月17日、5月1日、5月8日、テレビ朝日）
- musicる TV - （テレビ朝日系列）「トップライナーをさがせ!」（2019年1月 - 7月）、「トラックメイキング みんなで遊ぼう」（2020年6月）

### ラジオ、インターネットラジオ
- Dream Step（2012年6月 - 9月、FMいずみ） - レギュラーパーソナリティ
- GIRLSGIRLSGIRLS =flying high= エムトピのゆとラジ！(2016年4月7日 - 6月30日、FM-FUJI)

### インターネットテレビ
- ミスiDゴールド（LoGiRL）

### 映画
- 世界の終わりのいずこねこ（2015年） - ミツメ 役
- 復讐のドミノマスク（2015年） - みきちゅ 役

### 舞台
- まじかるすいーとプリズム・ナナ ザ・スターリーステージ（2017年9月13日 - 17日） - ナターシャ役

### ミュージックビデオ
- ラブリーサマーちゃん「魚の目シンパシー」
- マハラージャン「僕のスピな人」